# VAG-motorer
Denne liste indeholder beskrivelse af de motorer, som VAG-koncernen benytter eller har benyttet i deres bilmodeller (Volkswagen, Audi, SEAT, Škoda). Listen er ikke udtømmende.

## Benzinmotorer

### 3 cylindre

#### 1.2 6V 40−44 kW
| Motorkode | Effekt / omdr.       | Moment / omdr. | Byggetid | Applikationer                                                          |
| --------- | -------------------- | -------------- | -------- | ---------------------------------------------------------------------- |
| AWY / BMD | 40 kW (54 hk) / 4750 | 108 Nm / 3000  | 2001−nu  | SEAT Ibiza, SEAT Córdoba, Škoda Fabia, Volkswagen Fox, Volkswagen Polo |
| BBM       | 44 kW (60 hk) / 5000 | 108 Nm / 3000  | 2006−nu  | SEAT Ibiza, SEAT Córdoba, Škoda Fabia, Volkswagen Polo                 |

#### 1.2 12V 47−51 kW
| Motorkode | Effekt / omdr.       | Moment / omdr. | Byggetid  | Applikationer                                          |
| --------- | -------------------- | -------------- | --------- | ------------------------------------------------------ |
| AZQ / BME | 47 kW (64 hk) / 5400 | 112 Nm / 3000  | 2001−2007 | SEAT Ibiza, SEAT Córdoba, Škoda Fabia, Volkswagen Polo |
| BZG       | 51 kW (69 hk) / 5400 | 112 Nm / 3000  | 2006−nu   | SEAT Ibiza, SEAT Córdoba, Škoda Fabia, Volkswagen Polo |

### 4 cylindre

#### 1.0 8V 37 kW
| Motorkode             | Effekt / omdr.       | Moment / omdr.    | Byggetid  | Applikationer                                            |
| --------------------- | -------------------- | ----------------- | --------- | -------------------------------------------------------- |
| AER / ALD / ANV / AUC | 37 kW (50 hk) / 5000 | 86 Nm / 3000−3600 | 1996−2005 | SEAT Arosa, SEAT Ibiza, Volkswagen Lupo, Volkswagen Polo |

#### 1.0 16V 51 kW
| Motorkode | Effekt / omdr.       | Moment / omdr. | Byggetid  | Applikationer |
| --------- | -------------------- | -------------- | --------- | ------------- |
| AVZ       | 51 kW (69 hk) / 6200 | 91 Nm / 4500   | 2000−2002 | SEAT Ibiza    |

#### 1.4 8V 40−44 kW
| Motorkode | Effekt / omdr.       | Moment / omdr.     | Byggetid  | Applikationer                             |
| --------- | -------------------- | ------------------ | --------- | ----------------------------------------- |
|           | 40 kW (54 hk) / 5200 | 103 Nm / 2400−2800 | 1991−1995 | Volkswagen Golf                           |
| ABD       | 44 kW (60 hk) / 5200 | 107 Nm / 2800−3200 | 1991−1995 | SEAT Ibiza, SEAT Córdoba, Volkswagen Golf |

#### 1.4 8V 40−55 kW
| Motorkode                   | Effekt / omdr.       | Moment / omdr.     | Byggetid  | Applikationer                                                                           |
| --------------------------- | -------------------- | ------------------ | --------- | --------------------------------------------------------------------------------------- |
| AKP                         | 40 kW (54 hk) / 4700 | 116 Nm / 3000      | 1995−2002 | Volkswagen Golf, Volkswagen Polo                                                        |
| AEX / APQ / AKK / ANW / AUD | 44 kW (60 hk) / 4700 | 116 Nm / 2800−3200 | 1995−2002 | SEAT Arosa, SEAT Ibiza, SEAT Córdoba, Volkswagen Lupo, Volkswagen Polo, Volkswagen Golf |
| BKR                         | 55 kW (75 hk) / 5000 | 124 Nm / 2750      | 2005−nu   | Volkswagen Fox                                                                          |

#### 1.4 8V 44−50 kW
| Motorkode       | Effekt / omdr.       | Moment / omdr. | Byggetid  | Applikationer |
| --------------- | -------------------- | -------------- | --------- | ------------- |
| AZE / AZF       | 44 kW (60 hk) / 5000 | 118 Nm / 2600  | 2000−2003 | Škoda Fabia   |
| AMD             | 44 kW (60 hk) / 4500 | 120 Nm / 2500  | 1999−2001 | Škoda Octavia |
| AME / AQW / ATZ | 50 kW (68 hk) / 5000 | 120 Nm / 2500  | 1999−2003 | Škoda Fabia   |

#### 1.4 16V 55−74 kW
| Motorkode                         | Effekt / omdr.        | Moment / omdr. | Byggetid  | Applikationer |
| --------------------------------- | --------------------- | -------------- | --------- | --- |
| AHW / AXP / AKQ / APE / AUA / BCA | 55 kW (75 hk) / 5000  | 126 Nm / 3300  | 1997−nu   | Audi A2, SEAT Ibiza, SEAT Córdoba, SEAT León, SEAT Toledo, Škoda Fabia, Škoda Octavia, Volkswagen Lupo, Volkswagen Polo, Volkswagen Golf, Volkswagen Bora, Volkswagen Caddy, Volkswagen New Beetle |
| BUD / CGGA                        | 59 kW (80 hk) / 5000  | 132 Nm / 3800  | 2006−nu   | Škoda Fabia, Škoda Octavia, Volkswagen Polo, Volkswagen Golf, Volkswagen Caddy |
| BXW                               | 63 kW (86 hk) / 5000  | 132 Nm / 3800  | 2006−nu   | SEAT Ibiza, SEAT Córdoba, SEAT León, SEAT Altea, Škoda Fabia |
| AFH / AFK / AUB / BBZ             | 74 kW (101 hk) / 6000 | 126 Nm / 4400  | 1996−2007 | SEAT Arosa, SEAT Ibiza, SEAT Córdoba, Škoda Fabia, Volkswagen Lupo, Volkswagen Polo |

#### 1.4 16V FSI 63−77 kW
| Motorkode | Effekt / omdr.        | Moment / omdr. | Byggetid  | Applikationer   |
| --------- | --------------------- | -------------- | --------- | --------------- |
| AXU       | 63 kW (86 hk) / 5000  | 130 Nm / 3500  | 2002−2005 | Volkswagen Polo |
| BKG / BLN | 66 kW (90 hk) / 5200  | 130 Nm / 3750  | 2003−2005 | Volkswagen Golf |
| ARR       | 77 kW (105 hk) / 6200 | 130 Nm / 4250  | 2000−2003 | Volkswagen Lupo |

#### 1.4 16V TSI 90−125 kW
| Motorkode | Effekt / omdr.         | Moment / omdr.     | Byggetid | Applikationer                                                                       |
| --------- | ---------------------- | ------------------ | -------- | ----------------------------------------------------------------------------------- |
| CAXA      | 90 kW (122 hk) / 5000  | 200 Nm / 1500−4000 | 2007−nu  | Škoda Octavia, Volkswagen Golf, Volkswagen Jetta, Volkswagen Eos, Volkswagen Passat |
| CAXC      | 92 kW (125 hk) / 5600  | 200 Nm / 1500−4000 | 2007−nu  | Audi A3, SEAT León, SEAT Altea, Škoda Superb                                        |
| BMY       | 103 kW (140 hk) / 5600 | 220 Nm / 1500−4000 | 2005−nu  | Volkswagen Golf, Volkswagen Jetta, Volkswagen Touran                                |
| CAVD      | 118 kW (160 hk) / 6000 | 240 Nm / 1500−4750 | 2008−nu  | Volkswagen Golf, Volkswagen Jetta                                                   |
| BLG       | 125 kW (170 hk) / 6000 | 240 Nm / 1500−4750 | 2005−nu  | Volkswagen Golf, Volkswagen Jetta, Volkswagen Touran                                |

#### 1.6 8V 55 kW
| Motorkode | Effekt / omdr.       | Moment / omdr.     | Byggetid  | Applikationer                                                                            |
| --------- | -------------------- | ------------------ | --------- | ---------------------------------------------------------------------------------------- |
| ABU       | 55 kW (75 hk) / 5200 | 126 Nm / 2600      | 1992−1994 | SEAT Ibiza, SEAT Córdoba, Volkswagen Golf                                                |
| AEA       | 55 kW (75 hk) / 5200 | 128 Nm / 2800      | 1994−1995 | Volkswagen Polo, Volkswagen Golf                                                         |
| AEE       | 55 kW (75 hk) / 4800 | 135 Nm / 2800−3600 | 1995−2000 | SEAT Ibiza, SEAT Córdoba, Škoda Felicia, Škoda Octavia, Volkswagen Polo, Volkswagen Golf |

#### 1.6 8V 51−75 kW
| Motorkode                                            | Effekt / omdr.        | Moment / omdr. | Byggetid  | Applikationer |
| ---------------------------------------------------- | --------------------- | -------------- | --------- | --- |
| PN                                                   | 51 kW (69 hk) / 5200  | 118 Nm / 2700  | 1985−1992 | Volkswagen Golf, Volkswagen Jetta |
| PP                                                   | 51 kW (69 hk) / 5200  | 123 Nm / 2700  | 1986−1991 | Audi 80, Volkswagen Passat |
| RF                                                   | 53 kW (72 hk) / 5200  | 120 Nm / 2700  | 1986−1991 | Volkswagen Golf, Volkswagen Jetta, Volkswagen Passat |
| 1F                                                   | 53 kW (72 hk) / 5200  | 125 Nm / 2700  | 1988−1994 | SEAT Toledo, Volkswagen Passat |
| EZ / ABN                                             | 55 kW (75 hk) / 5000  | 125 Nm / 2500  | 1984−1993 | Volkswagen Golf, Volkswagen Jetta, Volkswagen Passat |
| 1F                                                   | 55 kW (75 hk) / 5500  | 125 Nm / 2600  | 1994−1999 | SEAT Ibiza, SEAT Córdoba, SEAT Toledo |
| AEK                                                  | 74 kW (101 hk) / 5800 | 135 Nm / 4400  | 1994−1995 | Volkswagen Golf, Volkswagen Vento, Volkswagen Passat |
| AFT / AKS                                            | 74 kW (101 hk) / 5800 | 140 Nm / 3500  | 1995−2000 | SEAT Ibiza, SEAT Córdoba, SEAT Toledo, Volkswagen Polo, Volkswagen Golf, Volkswagen Vento, Volkswagen Passat |
| ADP / AHL / ARM / ANA                                | 74 kW (101 hk) / 5300 | 140 Nm / 3800  | 1994−2000 | Audi A4, Volkswagen Passat |
| AEH / AKL / APF / AUR / AWH                          | 74 kW (101 hk) / 5600 | 145 Nm / 3800  | 1996−2002 | Audi A3, SEAT Ibiza, SEAT Córdoba, SEAT León, SEAT Toledo, Volkswagen Polo, Volkswagen Golf, Volkswagen Bora, Volkswagen New Beetle                                                                               |
| ABB                                                  | 75 kW (102 hk) / 6300 | 135 Nm / 3500  | 1990−1991 | Audi 80 |
| ALZ / AVU / BFQ / AYD / BFS / BGU / BSE / BSF / CCSA | 75 kW (102 hk) / 5600 | 148 Nm / 3800  | 2000−nu   | Audi A3, Audi A4, SEAT León, SEAT Altea, SEAT Toledo, SEAT Exeo, Škoda Octavia, Volkswagen Golf, Volkswagen Bora, Volkswagen Jetta, Volkswagen Touran, Volkswagen Caddy, Volkswagen Passat, Volkswagen New Beetle |

#### 1.6 16V 77−92 kW
| Motorkode             | Effekt / omdr.        | Moment / omdr. | Byggetid  | Applikationer                                            |
| --------------------- | --------------------- | -------------- | --------- | -------------------------------------------------------- |
| AUS / AZD / ATN / BCB | 77 kW (105 hk) / 5700 | 148 Nm / 4500  | 2000−2006 | SEAT León, SEAT Toledo, Volkswagen Golf, Volkswagen Bora |
| BTS                   | 77 kW (105 hk) / 5600 | 153 Nm / 3800  | 2006−nu   | SEAT Ibiza, SEAT Córdoba, Škoda Fabia, Volkswagen Polo   |
| AJV                   | 88 kW (120 hk) / 6200 | 148 Nm / 3400  | 1998−1999 | Volkswagen Polo                                          |
| ARC / AVY             | 92 kW (125 hk) / 6500 | 152 Nm / 3000  | 1999−2005 | Volkswagen Lupo, Volkswagen Polo                         |

#### 1.6 16V FSI 81−85 kW
- Konfiguration: 4 ventiler pr. cylinder
- Volumen: Boring 76,5 mm, Slaglængde 86,9 mm, Slagvolumen 1,6 L (1598 cm³)
- Effekt:
  - 81 kW (110 hk) ved 5800/min, 155 Nm ved 4400/min
  - 85 kW (116 hk) ved 6000/min, 155 Nm ved 4000/min
- Applikationer: Audi A2, Audi A3, Škoda Octavia, Volkswagen Golf, Volkswagen Bora, Volkswagen Jetta, Volkswagen Eos, Volkswagen Touran, Volkswagen Passat

#### 1.8 8V 49−82 kW
- Konfiguration: 2 ventiler pr. cylinder
- Volumen: Boring 81,0 mm, Slaglængde 86,4 mm, Slagvolumen 1,8 L (1781 cm³)
- Effekt:
  - 49 kW (67 hk) ved 4000/min, 140 Nm ved 2200/min
  - 51 kW (69 hk) ved 4500/min, 138 Nm ved 2500/min
  - 55 kW (75 hk) ved 4600/min, 138 Nm ved 2500/min
  - 55 kW (75 hk) ved 4500/min, 140 Nm ved 2500/min
  - 55 kW (75 hk) ved 5000/min, 140 Nm ved 2500/min
  - 62 kW (84 hk) ved 5000/min, 142 Nm ved 3000/min
  - 64 kW (87 hk) ved 5000/min, 143 Nm ved 3200/min
  - 65 kW (88 hk) ved 5200/min, 142 Nm ved 3300/min
  - 66 kW (90 hk) ved 5200/min, 145 Nm ved 3300/min
  - 66 kW (90 hk) ved 5200/min, 150 Nm ved 3300/min
  - 66 kW (90 hk) ved 5250/min, 142 Nm ved 3000/min
  - 66 kW (90 hk) ved 5400/min, 145 Nm ved 3350/min
  - 66 kW (90 hk) ved 5500/min, 145 Nm ved 2500/min
  - 66 kW (90 hk) ved 5500/min, 145 Nm ved 2700−2900/min
  - 66 kW (90 hk) ved 5500/min, 145 Nm ved 3250/min
  - 72 kW (98 hk) ved 5400/min, 143 Nm ved 3000/min
  - 72 kW (98 hk) ved 5200/min, 150 Nm ved 3100/min
  - 73 kW (99 hk) ved 5250/min, 152 Nm ved 3000/min
  - 74 kW (101 hk) ved 5200/min, 155 Nm ved 3800/min
  - 76 kW (103 hk) ved 5500/min, 163 Nm ved 3000/min
  - 79 kW (107 hk) ved 5400/min, 154 Nm ved 3800/min
  - 79 kW (107 hk) ved 5250/min, 157 Nm ved 3000/min
  - 82 kW (111 hk) ved 6000/min, 159 Nm ved 4000/min
- Applikationer: Audi 80, Audi 100, SEAT Ibiza, SEAT Córdoba, SEAT Toledo, Volkswagen Golf, Volkswagen Jetta, Volkswagen Vento, Volkswagen Passat

#### 1.8 8V 59−74 kW
- Konfiguration: 2 ventiler pr. cylinder
- Volumen: Boring 81,5 mm, slaglængde 84,4 mm, slagvolume 1,8 L (1760 cm³)
- Effekt:
  - 59 kW (80 hk) ved 5000/min, 138 Nm ved 3000/min
  - 63 kW (86 hk) ved 5100/min, 138 Nm ved 3000/min
  - 66 kW (90 hk) ved 5500/min, 145 Nm ved 3000/min
  - 74 kW (101 hk) ved 5500/min, 153 Nm ved 3200/min
- Applikationer: Audi 100

#### 1.8 16V 94−102 kW
- Konfiguration: 4 ventiler pr. cylinder
- Volumen: Boring 81,0 mm, slaglængde 86,4 mm, slagvolume 1,8 L (1781 cm³)
- Effekt:
  - 94 kW (128 hk) ved 6000/min, 160 Nm ved 4500/min
  - 95 kW (129 hk) ved 5800/min, 161 Nm ved 4250/min
  - 95 kW (129 hk) ved 6000/min, 165 Nm ved 4800/min
  - 98 kW (133 hk) ved 6100/min, 160 Nm ved 4500−5500/min
  - 100 kW (136 hk) ved 6300/min, 162 Nm ved 4800/min
  - 102 kW (139 hk) ved 6100/min, 161 Nm ved 4600/min
- Applikationer: SEAT Ibiza, SEAT Córdoba, SEAT Toledo, Volkswagen Golf, Volkswagen Jetta, Volkswagen Passat, Volkswagen Corrado

#### 1.8 20V 92 kW
- Konfiguration: 5 ventiler pr. cylinder
- Volumen: Boring 81,0 mm, Slaglængde 86,4 mm, Slagvolumen 1,8 L (1781 cm³)
- Effekt:
  - 92 kW (125 hk) ved 5800/min, 168 Nm ved 3500/min
  - 92 kW (125 hk) ved 6000/min, 170 Nm ved 4200/min
  - 92 kW (125 hk) ved 6000/min, 173 Nm ved 3950/min
- Applikationer: Audi A3, Audi A4, Audi A6, SEAT León, SEAT Toledo, Škoda Octavia, Volkswagen Golf, Volkswagen Passat

#### 1.8 20V Turbo 110−165 kW
- Konfiguration: 5 ventiler pr. cylinder
- Volumen: Boring 81,0 mm, Slaglængde 86,4 mm, Slagvolumen 1,8 L (1781 cm³)
- Effekt:
  - 110 kW (149 hk) ved 5700/min, 210 Nm ved 1750−4600/min
  - 110 kW (149 hk) ved 5800/min, 220 Nm ved 1800−4300/min
  - 115 kW (156 hk) ved 5800/min, 210 Nm ved 2000/min
  - 120 kW (163 hk) ved 5700/min, 225 Nm ved 1950−4700/min
  - 132 kW (179 hk) ved 5500/min, 235 Nm ved 1950−5000/min
  - 140 kW (190 hk) ved 5700/min, 240 Nm ved 1980−5400/min
  - 154 kW (209 hk) ved 5800/min, 270 Nm ved 2100/min
  - 165 kW (224 hk) ved 5900/min, 280 Nm ved 2200/min
- Applikationer: Audi A3, Audi S3, Audi A4, Audi A6, SEAT Ibiza, SEAT Córdoba, SEAT León, SEAT Toledo, SEAT Alhambra, Škoda Octavia, Škoda Superb, Volkswagen Polo, Volkswagen Golf, Volkswagen Bora, Volkswagen New Beetle, Volkswagen Passat, Volkswagen Sharan

#### 1.8 16V TFSI 88−125 kW
- Konfiguration: 4 ventiler pr. cylinder
- Volumen: Boring 82,5 mm, Slaglængde 84,1 mm, Slagvolumen 1,8 L (1798 cm³)
- Effekt:
  - 88 kW (120 hk) ved 3650−6200/min, 230 Nm ved 1500−3650/min
  - 118 kW (160 hk) ved 4500−6200/min, 250 Nm ved 1500−4500/min
  - 118 kW (160 hk) ved 5000−6200/min, 250 Nm ved 1500−4200/min
  - 125 kW (170 hk) ved 4800−6200/min, 250 Nm ved 1500−4800/min
- Applikationer: Audi A3, Audi A4, Audi A5, SEAT León, SEAT Altea, SEAT Toledo, Škoda Octavia, Škoda Superb, Volkswagen Passat

#### 1.9 8V 82 kW
- Konfiguration: 2 ventiler pr. cylinder
- Volumen: Boring 84,0 mm, slaglængde 84,4 mm, slagvolume 1,9 L (1871 cm³)
- Effekt: 82 kW (111 hk) ved 5600/min, 163 Nm ved 3500/min
- Applikationer: Audi 100

#### 2.0 8V 62 kW
- Konfiguration: 2 ventiler pr. cylinder
- Volumen: Boring 81,0 mm, Slaglængde 95,5 mm, Slagvolumen 2 L (1968 cm³)
- Effekt: 62 kW (84 hk) ved 4300/min, 159 Nm ved 2200/min
- Applikationer: Volkswagen Eurovan

#### 2.0 8V 52−88 kW
- Konfiguration: 2 ventiler pr. cylinder
- Volumen: Boring 82,5 mm, Slaglængde 92,8 mm, Slagvolumen 2 L (1984 cm³)
- Effekt:
  - 52 kW (71 hk) ved 4300/min, 132 Nm ved 2400/min
  - 55 kW (75 hk) ved 4300/min, 150 Nm ved 2400/min
  - 66 kW (90 hk) ved 5400/min, 148 Nm ved 3000/min
  - 74 kW (101 hk) ved 5500/min, 157 Nm ved 2750/min
  - 85 kW (116 hk) ved 5200/min, 170 Nm ved 2400/min
  - 85 kW (116 hk) ved 5200/min, 170 Nm ved 2600/min
  - 85 kW (116 hk) ved 5400/min, 165 Nm ved 2800/min
  - 85 kW (116 hk) ved 5400/min, 165 Nm ved 3200/min
  - 85 kW (116 hk) ved 5400/min, 166 Nm ved 2600/min
  - 85 kW (116 hk) ved 5400/min, 166 Nm ved 3200/min
  - 85 kW (116 hk) ved 5400/min, 172 Nm ved 3200/min
  - 85 kW (116 hk) ved 5400/min, 172 Nm ved 3500/min
  - 88 kW (120 hk) ved 5600/min, 175 Nm ved 2600/min
- Applikationer: Audi 80, Audi 100, Audi A6, SEAT Ibiza, SEAT Córdoba, SEAT Toledo, SEAT Alhambra, Škoda Fabia, Škoda Octavia, Škoda Roomster, Škoda Superb, Volkswagen Golf, Volkswagen Vento, Volkswagen Bora, Volkswagen Passat, Volkswagen Sharan, Volkswagen LT

#### 2.0 16V 100−110 kW
- Konfiguration: 4 ventiler pr. cylinder
- Volumen: Boring 82,5 mm, Slaglængde 92,8 mm, Slagvolumen 2 L (1984 cm³)
- Effekt:
  - 100 kW (136 hk) ved 5800/min, 180 Nm ved 4400/min
  - 101 kW (137 hk) ved 5800/min, 181 Nm ved 4500/min
  - 103 kW (140 hk) ved 5900/min, 185 Nm ved 4500/min
  - 110 kW (149 hk) ved 6000/min, 180 Nm ved 4200−5000/min
  - 110 kW (149 hk) ved 6000/min, 180 Nm ved 4800/min
- Applikationer: Audi 80, Audi 100, Audi A6, SEAT Ibiza, SEAT Córdoba, SEAT Toledo, Volkswagen Golf, Volkswagen Passat

#### 2.0 16V FSI 110 kW
- Konfiguration: 4 ventiler pr. cylinder
- Volumen: Boring 82,5 mm, Slaglængde 92,8 mm, Slagvolumen 2 L (1984 cm³)
- Effekt:
  - 110 kW (149 hk) ved 6000/min, 200 Nm ved 3250−4250/min
  - 110 kW (149 hk) ved 6000/min, 200 Nm ved 3500/min
- Applikationer: Audi A3, Audi A4, SEAT León, SEAT Altea, SEAT Toledo, Škoda Octavia, Volkswagen Golf, Volkswagen Eos, Volkswagen Jetta, Volkswagen Touran, Volkswagen Passat

#### 2.0 16V TFSI 125−195 kW
- Konfiguration: 4 ventiler pr. cylinder
- Volumen: Boring 82,5 mm, slaglængde 92,8 mm, slagvolumen 2 L (1984 cm³)
- Effekt:
  - 125 kW (170 hk) ved 4300−6000/min, 280 Nm ved 1800−4200/min
  - 136 kW (185 hk) ved 5100−6000/min, 270 Nm ved 1800−5000/min
  - 147 kW (200 hk) ved 5100−6000/min, 280 Nm ved 1800−5000/min
  - 162 kW (220 hk) ved 5900−6100/min, 300 Nm ved 2200−4000/min
  - 177 kW (241 hk) ved 5700/min, 300 Nm ved 2200/min
  - 195 kW (265 hk) ved 6000/min, 350 Nm ved 2500−5000/min
- Applikationer: Audi A3, Audi S3, Audi A4, Audi A6, SEAT León, SEAT Altea, SEAT Toledo, Škoda Octavia, Volkswagen Golf, Volkswagen Jetta, Volkswagen Tiguan, Volkswagen Passat

#### 2.0 20V 96 kW
- Konfiguration: 5 ventiler pr. cylinder
- Volumen: Boring 82,5 mm, Slaglængde 92,8 mm, Slagvolumen 2 L (1984 cm³)
- Effekt: 96 kW (130 hk) ved 5700/min, 195 Nm ved 3300/min
- Applikationer: Audi A4, Audi A6, Volkswagen Passat

### 5 cylindre

#### 2.2 10V 85−100 kW (I)
- Konfiguration: 2 ventiler pr. cylinder
- Volumen: Boring 79,5 mm, slaglængde 86,4 mm, slagvolumen 2,1 L (2144 cm³)
- Effekt:
  - 85 kW (116 hk) ved 5500/min, 166 Nm ved 4000/min
  - 100 kW (136 hk) ved 5700/min, 185 Nm ved 4200/min
- Applikationer: Audi 100

#### 2.2 10V 85−100 kW (II)
- Konfiguration: 2 ventiler pr. cylinder
- Volumen: Boring 81,0 mm, slaglængde 86,4 mm, slagvolumen 2,2 L (2226 cm³)
- Effekt:
  - 85 kW (116 hk) ved 5500/min, 165 Nm ved 2500/min
  - 88 kW (120 hk) ved 5500/min, 170 Nm ved 3000/min
  - 100 kW (136 hk) ved 5700/min, 186 Nm ved 3500/min
- Applikationer: Audi 80, Audi 100, Volkswagen Passat

#### 2.3 10V 98 kW
- Konfiguration: 2 ventiler pr. cylinder
- Volumen: Boring 82,5 mm, slaglængde 86,4 mm, slagvolume 2,3 L (2309 cm³)
- Effekt: 98 kW (133 hk) ved 5500/min, 186 Nm ved 4000/min
- Applikationer: Audi 80, Audi 100, Audi A6

#### 2.3 VR5 10V 110 kW
- Konfiguration: 2 ventiler pr. cylinder
- Volumen: Slagvolumen 2,3 L (2324 cm³)
- Effekt: 110 kW (149 hk) ved 6000/min, 205 Nm ved 3200/min
- Applikationer: SEAT Toledo, Volkswagen Golf, Volkswagen Bora, Volkswagen Passat

#### 2.3 V5 20V 125 kW
- Konfiguration: 4 ventiler pr. cylinder
- Volumen: Slagvolumen 2,3 L (2324 cm³)
- Effekt: 125 kW (170 hk) ved 6200/min, 220 Nm ved 3300/min
- Applikationer: SEAT Toledo, Volkswagen Golf, Volkswagen Bora, Volkswagen Passat, Volkswagen New Beetle

#### 2.5 10V 81−85 kW
- Konfiguration: 2 ventiler pr. cylinder
- Volumen: Boring 81,0 mm, slaglængde 95,5 mm, slagvolumen 2,5 L (2461 cm³)
- Effekt:
  - 81 kW (110 hk) ved 4500/min, 190 Nm ved 2200/min
  - 85 kW (116 hk) ved 4500/min, 200 Nm ved 2200/min
- Applikationer: Volkswagen Eurovan

#### 2.5 20V 110−125 kW
- Konfiguration: 4 ventiler pr. cylinder
- Volumen: Boring 82,5 mm, slaglængde 92,8 mm, slagvolumen 2,5 L (2480 cm³)
- Effekt:
  - 110 kW (149 hk) ved 5000/min, 228 Nm ved 3750/min
  - 125 kW (170 hk) ved 5700/min, 240 Nm ved 4250/min
- Applikationer: Volkswagen Golf, Volkswagen Jetta, Volkswagen New Beetle

### 6 cylindre

#### 2.4 V6 30V 100−125 kW
- Konfiguration: 5 ventiler pr. cylinder
- Volumen: Boring 81,0 mm, slaglængde 77,4 mm, slagvolume 2,4 L (2393 cm³)
- Effekt:
  - 100 kW (136 hk) ved 5750/min, 230 Nm ved 3200/min
  - 120 kW (163 hk) ved 6000/min, 230 Nm ved 3200/min
  - 121 kW (164 hk) ved 6000/min, 230 Nm ved 3200/min
  - 125 kW (170 hk) ved 6000/min, 230 Nm ved 3200/min
- Applikationer: Audi A4, Audi A6

#### 2.6 V6 12V 102−110 kW
- Konfiguration: 2 ventiler pr. cylinder
- Volumen: Boring 82,5 mm, slaglængde 81,0 mm, slagvolume 2,6 L (2598 cm³)
- Effekt:
  - 102 kW (139 hk) ved 5750/min, 210 Nm ved 3500/min
  - 110 kW (149 hk) ved 5750/min, 225 Nm ved 3500/min
- Applikationer: Audi 80, Audi 100, Audi A4, Audi A6

#### 2.7 V6 30V Turbo 169−280 kW
- Konfiguration: 5 ventiler pr. cylinder
- Volumen: Boring 81,0 mm, slaglængde 86,4 mm, slagvolume 2,7 L (2671 cm³)
- Effekt:
  - 169 kW (230 hk) ved 5800/min, 310 Nm ved 1700−4600/min
  - 184 kW (250 hk) ved 5800/min, 350 Nm ved 1800−4500/min
  - 195 kW (265 hk) ved 6000/min, 400 Nm ved 1850−3500/min
  - 280 kW (381 hk) ved 6500/min, 440 Nm ved 2500/min
- Applikationer: Audi A4, Audi S4, Audi RS4, Audi A6

#### 2.8 VR6 12V 103−128 kW
- Konfiguration: 2 ventiler pr. cylinder
- Volumen: Boring 81,0 mm, slaglængde 90,2 mm, slagvolume 2,8 L (2792 cm³)
- Effekt:
  - 103 kW (140 hk) ved 4500/min, 240 Nm ved 3000−3400/min
  - 128 kW (174 hk) ved 5800/min, 235 Nm ved 4200/min
- Applikationer: Ford Galaxy, Volkswagen Golf, Volkswagen Vento, Volkswagen Passat, Volkswagen Sharan, Volkswagen Eurovan

#### 2.8 VR6 24V 150 kW
- Konfiguration: 4 ventiler pr. cylinder
- Volumen: Boring 81,0 mm, slaglængde 90,2 mm, slagvolume 2,8 L (2792 cm³)
- Effekt:
  - 150 kW (204 hk) ved 6200/min, 245 Nm ved 2500−5500/min
  - 150 kW (204 hk) ved 6200/min, 265 Nm ved 3400/min
  - 150 kW (204 hk) ved 6200/min, 270 Nm ved 3200/min
- Applikationer: Ford Galaxy, SEAT León, SEAT Alhambra, Volkswagen Golf, Volkswagen Bora, Volkswagen Sharan, Volkswagen Eurovan

#### 2.8 V6 12V 120−128 kW
- Konfiguration:2 ventiler pr. cylinder
- Volumen: Boring 82,5 mm, slaglængde 86,4 mm, slagvolume 2,8 L (2771 cm³)
- Effekt:
  - 120 kW (163 hk) ved 5400/min, 235 Nm ved 3000/min
  - 128 kW (174 hk) ved 5500/min, 245 Nm ved 3000/min
- Applikationer: Audi 80, Audi 100, Audi A4, Audi A6

#### 2.8 V6 30V 142 kW
- Konfiguration: 5 ventiler pr. cylinder
- Volumen: Boring 82,5 mm, slaglængde 86,4 mm, slagvolume 2,8 L (2771 cm³)
- Effekt: 142 kW (193 hk) ved 6000/min, 280 Nm ved 3200/min
- Applikationer: Audi A4, Audi A6, Audi A8, Škoda Superb, Volkswagen Passat

#### 2.9 VR6 12V 135−140 kW
- Konfiguration: 2 ventiler pr. cylinder
- Volumen: Boring 81,0 mm, slaglængde 90,3 mm, slagvolume 2,9 L (2861 cm³)
- Effekt:
  - 135 kW (183 hk) ved 5800/min, 245 Nm ved 4200/min
  - 140 kW (190 hk) ved 5800/min, 245 Nm ved 4200/min
- Applikationer: Volkswagen Golf, Volkswagen Corrado, Volkswagen Passat

#### 3.0 V6 30V 160−162 kW
- Konfiguration: 5 ventiler pr. cylinder
- Volumen: Boring 82,5 mm, slaglængde 92,8 mm, slagvolume 3 L (2976 cm³)
- Effekt:
  - 160 kW (217 hk) ved 6300/min, 290 Nm ved 3200/min
  - 162 kW (220 hk) ved 6300/min, 300 Nm ved 3200/min
- Applikationer: Audi A4, Audi A6

#### 3.2 VR6 24V 165−177 kW
- Konfiguration: 4 ventiler pr. cylinder
- Volumen: Boring 84,0 mm, slaglængde 95,9 mm, slagvolume 3,2 L (3189 cm³)
- Effekt:
  - 165 kW (224 hk) ved 6200/min, 320 Nm ved 3000/min
  - 177 kW (241 hk) ved 6250/min, 320 Nm ved 2800/min
- Applikationer: Volkswagen Golf, Volkswagen New Beetle

#### 3.2 VR6 24V FSI 184 kW
- Konfiguration: 4 ventiler pr. cylinder
- Volumen: Boring 84,0 mm, slaglængde 95,9 mm, slagvolume 3,2 L (3189 cm³)
- Effekt:
  - 184 kW (250 hk) ved 6250/min, 330 Nm ved 2750−3750/min
- Applikationer: Audi A3, Volkswagen Golf, Volkswagen Passat, Volkswagen Eos

## Dieselmotorer

### 3 cylindre

#### 1.2 TDI 45 kW
- Konfiguration: 2 ventiler pr. cylinder
- Volumen: Boring 76,5 mm, slaglængde 86,4 mm, slagvolume 1,2 L (1191 cm³)
- Effekt: 45 kW (61 hk) ved 4000/min, 140 Nm ved 1800−2400/min
- Applikationer: Audi A2, Volkswagen Lupo

#### 1.4 TDI 51−66 kW
- Konfiguration: 2 ventiler pr. cylinder
- Volumen: Boring 79,5 mm, slaglængde 95,5 mm, slagvolume 1,4 L (1422 cm³)
- Effekt:
  - 51 kW (69 hk) ved 4000/min, 155 Nm ved 1600−2800/min
  - 55 kW (75 hk) ved 4000/min, 195 Nm ved 2200/min
  - 59 kW (80 hk) ved 4000/min, 195 Nm ved 2200/min
  - 66 kW (90 hk) ved 4000/min, 230 Nm ved 1900−2200/min
- Applikationer: Audi A2, SEAT Arosa, SEAT Ibiza, SEAT Córdoba, Škoda Fabia, Volkswagen Lupo, Volkswagen Fox, Volkswagen Polo

### 4 cylindre

#### 1.6 D 37−40 kW
- Konfiguration: 2 ventiler pr. cylinder
- Volumen: Boring 76,5 mm, slaglængde 86,4 mm, slagvolume 1,6 L (1588 cm³)
- Effekt:
  - 37 kW (50 hk) ved 4800/min, 95 Nm ved 2300/min
  - 40 kW (54 hk) ved 4800/min, 100 Nm ved 2300/min
- Applikationer: Audi 80, Volkswagen Golf, Volkswagen Jetta, Volkswagen Passat, Volkswagen Type 2

#### 1.6 TD 44−59 kW
- Konfiguration: 2 ventiler pr. cylinder
- Volumen: Boring 76,5 mm, slaglængde 86,4 mm, slagvolume 1,6 L (1588 cm³)
- Effekt:
  - 44 kW (60 hk) ved 4500/min, 110 Nm ved 2400−2600/min
  - 51 kW (69 hk) ved 4500/min, 133 Nm ved 2600/min
  - 59 kW (80 hk) ved 4500/min, 152 Nm ved 2300−2800/min
  - 59 kW (80 hk) ved 4500/min, 155 Nm ved 2500−3000/min
- Applikationer: Audi 80, Audi 90, Volkswagen Golf, Volkswagen Jetta, Volkswagen Passat, Volkswagen Type 2

#### 1.7 SDI 42−44 kW
- Konfiguration: 2 ventiler pr. cylinder
- Volumen: Boring 79,5 mm, slaglængde 86,4 mm, slagvolume 1,7 L (1716 cm³)
- Effekt:
  - 42 kW (57 hk) ved 4200/min, 112 Nm ved 2200−2600/min
  - 44 kW (60 hk) ved 4200/min, 115 Nm ved 2200−3000/min
- Applikationer: SEAT Arosa, Volkswagen Lupo, Volkswagen Polo

#### 1.9 D 44−50 kW
- Konfiguration: 2 ventiler pr. cylinder
- Volumen: Boring 79,5 mm, slaglængde 95,5 mm, slagvolume 1,9 L (1896 cm³)
- Effekt:
  - 44 kW (60 hk) ved 3700/min, 127 Nm ved 1700−2500/min
  - 45 kW (61 hk) ved 3700/min, 127 Nm ved 1700−2500/min
  - 47 kW (64 hk) ved 4400/min, 124 Nm ved 2000−3000/min
  - 50 kW (68 hk) ved 4400/min, 127 Nm ved 2200−2600/min
- Applikationer: Audi 80, SEAT Ibiza, SEAT Córdoba, SEAT Toledo, Škoda Felicia, Volkswagen Polo, Volkswagen Golf, Volkswagen Vento, Volkswagen Passat, Volkswagen Eurovan, Volkswagen Caddy

#### 1.9 TD 50−55 kW
- Konfiguration: 2 ventiler pr. cylinder
- Volumen: Boring 79,5 mm, slaglængde 95,5 mm, slagvolume 1,9 L (1896 cm³)
- Effekt:
  - 50 kW (68 hk) ved 3700/min, 140 Nm ved 2000−3000/min
  - 55 kW (75 hk) ved 4200/min, 150 Nm ved 2400−3400/min
- Applikationer: SEAT Ibiza, SEAT Córdoba, SEAT Toledo, Volkswagen Golf, Volkswagen Vento, Volkswagen Passat, Volkswagen Eurovan

#### 1.9 SDI 47−50 kW
- Konfiguration: 2 ventiler pr. cylinder
- Volumen: Boring 79,5 mm, slaglængde 95,5 mm, slagvolume 1,9 L (1896 cm³)
- Effekt:
  - 47 kW (64 hk) ved 4200/min, 125 Nm ved 2200−2800/min
  - 50 kW (68 hk) ved 4200/min, 133 Nm ved 2200−2600/min
- Applikationer: SEAT Ibiza, SEAT Córdoba, SEAT León, SEAT Toledo, Škoda Fabia, Škoda Octavia, Volkswagen Polo, Volkswagen Bora, Volkswagen Vento, Volkswagen Golf, Volkswagen Caddy

#### 1.9 TDI 55−118 kW
- Konfiguration: 2 ventiler pr. cylinder
- Volumen: Boring 79,5 mm, slaglængde 95,5 mm, slagvolume 1,9 L (1896 cm³)
- Effekt:
  - 55 kW (75 hk) ved 4000/min, 210 Nm ved 1900/min
  - 62 kW (84 hk) ved 3500/min, 200 Nm ved 2000/min
  - 63 kW (86 hk) ved 3500/min, 200 Nm ved 2000/min
  - 66 kW (90 hk) ved 4000/min, 182 Nm ved 2300−2500/min
  - 66 kW (90 hk) ved 4000/min, 202 Nm ved 1900/min
  - 66 kW (90 hk) ved 3750/min, 210 Nm ved 1900/min
  - 66 kW (90 hk) ved 4000/min, 210 Nm ved 1900/min
  - 66 kW (90 hk) ved 4000/min, 240 Nm ved 1900/min
  - 74 kW (101 hk) ved 4000/min, 240 Nm ved 1800−2400/min
  - 74 kW (101 hk) ved 4000/min, 250 Nm ved 1900/min
  - 75 kW (102 hk) ved 3500/min, 250 Nm ved 2000/min
  - 77 kW (105 hk) ved 3500/min, 250 Nm ved 2000/min
  - 77 kW (105 hk) ved 4000/min, 240 Nm ved 1800−2200/min
  - 77 kW (105 hk) ved 4000/min, 240 Nm ved 1900/min
  - 77 kW (105 hk) ved 4000/min, 250 Nm ved 1900/min
  - 81 kW (110 hk) ved 4150/min, 225 Nm ved 1700−3000/min
  - 81 kW (110 hk) ved 4150/min, 235 Nm ved 1900/min
  - 85 kW (116 hk) ved 4000/min, 250 Nm ved 1900/min
  - 85 kW (116 hk) ved 4000/min, 285 Nm ved 1900/min
  - 85 kW (116 hk) ved 4000/min, 310 Nm ved 1900/min
  - 96 kW (130 hk) ved 4000/min, 285 Nm ved 1750−2500/min
  - 96 kW (130 hk) ved 4000/min, 310 Nm ved 1900/min
  - 110 kW (149 hk) ved 4000/min, 320 Nm ved 1900/min
  - 118 kW (160 hk) ved 3750/min, 330 Nm ved 1900/min
- Applikationer: Audi 80, Audi A3, Audi A4, Audi A6, Ford Galaxy, SEAT Ibiza, SEAT Córdoba, SEAT León, SEAT Altea, SEAT Toledo, SEAT Alhambra, Škoda Fabia, Škoda Octavia, Škoda Superb, Volkswagen Polo, Volkswagen Golf, Volkswagen Vento, Volkswagen Bora, Volkswagen Jetta, Volkswagen New Beetle, Volkswagen Passat, Volkswagen Sharan, Volkswagen Eurovan, Volkswagen Touran

#### 2.0 SDI 51−55 kW
- Konfiguration: 2 ventiler pr. cylinder
- Volumen: Boring 81,0 mm, slaglængde 95,5 mm, slagvolume 2 L (1968 cm³)
- Effekt:
  - 51 kW (69 hk) ved 4200/min, 140 Nm ved 2200−2400/min
  - 55 kW (75 hk) ved 4200/min, 140 Nm ved 2200/min
- Applikationer: Volkswagen Golf, Volkswagen Caddy

#### 2.0 TDI 8V 90−103 kW
- Konfiguration: 2 ventiler pr. cylinder
- Volumen: Boring 81,0 mm, slaglængde 95,5 mm, slagvolume 2 L (1968 cm³)
- Effekt:
  - 90 kW (122 hk) ved 4000/min, 320 Nm ved 1750−2500/min
  - 100 kW (136 hk) ved 4000/min, 320 Nm ved 1750−2500/min
  - 100 kW (136 hk) ved 4000/min, 335 Nm ved 1900/min
  - 103 kW (140 hk) ved 4000/min, 310 Nm ved 1900−2500/min
  - 103 kW (140 hk) ved 4000/min, 320 Nm ved 1750−2500/min
  - 103 kW (140 hk) ved 4000/min, 320 Nm ved 1800−2500/min
- Applikationer: Audi A3, Audi A4, SEAT León, SEAT Altea, SEAT Toledo, SEAT Alhambra, Škoda Octavia, Škoda Superb, Volkswagen Golf, Volkswagen Jetta, Volkswagen Passat, Volkswagen Caddy, Volkswagen Touran, Volkswagen Sharan, Volkswagen Eos

#### 2.0 TDI 16V 81−125 kW
- Konfiguration: 4 ventiler pr. cylinder
- Volumen: Boring 81,0 mm, slaglængde 95,5 mm, slagvolume 2 L (1968 cm³)
- Effekt:
  - 81 kW (110 hk) ved 4100/min, 250 Nm ved 1750−2500/min
  - 88 kW (120 hk) ved 4000/min, 320 Nm ved 1750−2500/min
  - 89 kW (121 hk) ved 4000/min, 320 Nm ved 1750−2500/min
  - 90 kW (122 hk) ved 4000/min, 320 Nm ved 1750−2500/min
  - 100 kW (136 hk) ved 4000/min, 320 Nm ved 1750−2500/min
  - 103 kW (140 hk) ved 4000/min, 320 Nm ved 1750−2500/min
  - 103 kW (140 hk) ved 4200/min, 320 Nm ved 1750−2500/min
  - 105 kW (143 hk) ved 4200/min, 320 Nm ved 1750−2500/min
  - 120 kW (163 hk) ved 4200/min, 350 Nm ved 1800−2500/min
  - 125 kW (170 hk) ved 4200/min, 350 Nm ved 1750−2500/min
  - 125 kW (170 hk) ved 4200/min, 350 Nm ved 1800−2500/min
- Applikationer: Audi A3, Audi A4, Audi A6, SEAT León, SEAT Altea, SEAT Toledo, Škoda Octavia, Škoda Superb, Volkswagen Golf, Volkswagen Jetta, Volkswagen Passat, Volkswagen Touran

### 5 cylindre

#### 2.4 D 55−60 kW
- Konfiguration: 2 ventiler pr. cylinder
- Volumen: Boring 79,5 mm, slaglængde 95,5 mm, slagvolume 2,4 L (2370 cm³)
- Effekt:
  - 55 kW (75 hk) ved 3700/min, 160 Nm ved 1900−2900/min
  - 57 kW (77 hk) ved 3700/min, 164 Nm ved 1800−2200/min
  - 60 kW (82 hk) ved 4400/min, 164 Nm ved 2400/min
- Applikationer: Audi 100, Volkswagen Eurovan

#### 2.5 SDI 55 kW
- Konfiguration: 2 ventiler pr. cylinder
- Volumen: Boring 81,0 mm, slaglængde 95,5 mm, slagvolume 2,5 L (2461 cm³)
- Effekt: 55 kW (75 hk) ved 3800/min, 160 Nm ved 2400/min
- Applikationer: Volkswagen LT

#### 2.5 TDI 65−128 kW
- Konfiguration: 2 ventiler pr. cylinder
- Volumen: Boring 81,0 mm, slaglængde 95,5 mm, slagvolume 2,5 L (2461 cm³)
- Effekt:
  - 65 kW (88 hk) ved 4500/min, 195 Nm ved 2000−3600/min
  - 65 kW (88 hk) ved 3500/min, 220 Nm ved 2000/min
  - 66 kW (90 hk) ved 3500/min, 220 Nm ved 1800/min
  - 75 kW (102 hk) ved 3500/min, 250 Nm ved 1900−2300/min
  - 80 kW (109 hk) ved 3500/min, 280 Nm ved 1900−2500/min
  - 80 kW (109 hk) ved 3500/min, 280 Nm ved 2000/min
  - 85 kW (116 hk) ved 4000/min, 265 Nm ved 1900/min
  - 96 kW (130 hk) ved 3500/min, 340 Nm ved 2000/min
  - 100 kW (136 hk) ved 3500/min, 300 Nm ved 2000/min
  - 103 kW (140 hk) ved 4000/min, 290 Nm ved 1900/min
  - 111 kW (151 hk) ved 4000/min, 295 Nm ved 1900−3000/min
  - 120 kW (163 hk) ved 3500/min, 350 Nm ved 2000/min
  - 128 kW (174 hk) ved 3500/min, 400 Nm ved 2000/min
- Applikationer: Audi 100, Audi A6, Volkswagen Eurovan, Volkswagen LT, Volkswagen Crafter

### 6 cylindre

#### 2.5 TDI 110−132 kW
- Konfiguration: 4 ventiler pr. cylinder
- Volumen: Boring 78,3 mm, slaglængde 86,4 mm, slagvolume 2,5 L (2496 cm³)
- Effekt:
  - 110 kW (149 hk) ved 4000/min, 310 Nm ved 1500−3200/min
  - 114 kW (155 hk) ved 4000/min, 310 Nm ved 1400−3500/min
  - 120 kW (163 hk) ved 4000/min, 310 Nm ved 1400−3600/min
  - 120 kW (163 hk) ved 4000/min, 350 Nm ved 1500−3000/min
  - 132 kW (179 hk) ved 4000/min, 370 Nm ved 1500−2500/min
- Applikationer: Audi A4, Audi A6, Audi A8, Škoda Superb, Volkswagen Passat

#### 2.7 TDI 120−140 kW
- Konfiguration: 4 ventiler pr. cylinder
- Volumen: Boring 83,0 mm, slaglængde 83,1 mm, slagvolume 2,7 L (2698 cm³)
- Effekt:
  - 120 kW (163 hk) ved 3000−4500/min, 380 Nm ved 1400−3000/min
  - 132 kW (179 hk) ved 3300−4500/min, 380 Nm ved 1400−3300/min
  - 140 kW (190 hk) ved 3500−4000/min, 400 Nm ved 1400−3250/min
- Applikationer: Audi A4, Audi A5, Audi A6

#### 3.0 TDI 150−176 kW
- Konfiguration: 4 ventiler pr. cylinder
- Volumen: Boring 83,0 mm, slaglængde 91,4 mm, slagvolume 3 L (2967 cm³)
- Effekt:
  - 150 kW (204 hk) ved 3500−4500/min, 450 Nm ved 1400−3150/min
  - 155 kW (211 hk) ved 3400−4500/min, 450 Nm ved 1400−3250/min
  - 171 kW (232 hk) ved 4000/min, 450 Nm ved 1400−3250/min
  - 176 kW (239 hk) ved 4000−4400/min, 500 Nm ved 1500−3000/min
- Applikationer: Audi A4, Audi A5, Audi A6, Volkswagen Touareg, Volkswagen Phaeton